# Herbert Paulus
Herbert Hermann Ludwig Hans Paulus (* 23. April 1913 in Starnberg; † 17. September 1993) war ein deutscher Kunsthistoriker.

## Leben
Herbert Paulus, Sohn des Kunsthistorikers und Kunsthändlers Richard Paulus (1883–1929) und dessen Ehefrau Sophie Dorothea Gräfin von Bothmer (1884–1962), studierte Kunstgeschichte und evangelische Theologie an der Universität Erlangen, wo er 1944 zum Dr. phil. und 1948 zum Dr. theol. promoviert wurde.
In Erlangen betrieb er ab 1951 ein privates „Deutsches Institut für Merowingisch-Karolingische Kunstforschung“. Von 1956 bis zu seinem Ruhestand war er Leiter der Volkshochschule Erlangen, von 1958 bis 1980 2. Vorsitzender des Heimat- und Geschichtsvereins Erlangen, von 1964 bis 1970 war er 1. Vorsitzender des Erlanger Kunstvereins. Von 1956 bis 1972 war er für die SPD Mitglied im Erlangener Stadtrat.
Er war ab 1958 als öffentlich bestellter und beeidigter Sachverständiger für Kunstwerke tätig, diese Bestallung gab er nach zahlreichen Affären um falsche Gutachten 1973 zurück, bevor sie ihm von einem Gericht entzogen werden konnte.

## Schriften (Auswahl)
- Der Gesinnungscharakter des Merowingisch-Westfränkischen Basilikenbaues, Ein kunstgeschichtlicher Beitrag zur Entwicklung der abendländischen Kreuzbasilika. Dissertation phil. Erlangen 1944.
- Zur Ikonographie des Gekreuzigten im Mittelalter. Ein Vergleich zwischen dem allgemeinen Kunstschaffen, besonders der fränkischen Malerei und der zeitgenössischen Predigt, sowie der geistlichen und weltlichen Dichtung. Dissertation theol. Erlangen 1948.
  - Teildruck: Die ikonographischen Besonderheiten in der spätmittelalterlichen Passionsdarstellung Frankens. ine Untersuchung hinsichtlich der Wechselbeziehungen zwischen Tafelmalerei und zeitgenössischer geistlicher Literatur (Predigt, Andachtslied und Gebet). Erlangen 1953
- Dogmatik. Erlangen 1949.
- Nachrichten des Deutschen Instituts für Merowingisch-karolingische Kunstforschung
  - Heft 1: Die Starnberger Fragmente. Neue karolingische Ornamentsteine in Bayern. Deutsches Institut für merowingisch-karolingische Kunstforschung, Erlangen 1951.
  - Heft 2: Zur Datierung der Pfalz (genannt Karlsburg) auf dem Karlsberge bei Mühltal, Obb. Deutsches Institut für merowingisch-karolingische Kunstforschung, Erlangen 1952.
  - Heft 4: Die Roseninsel im Starnberger See. Heidnische Toteninsel und karolingisches Michaelsheiligtum. Deutsches Institut für merowingisch-karolingische Kunstforschung, Erlangen 1953.
  - Heft 12: Kleiner Katalog karolingischer Flechtwerksteine. Deutsches Institut für merowingisch-karolingische Kunstforschung, Erlangen 1956.
- mit Erdmann Scholz, Hermann Tausend (Hrsg.): Beiträge zur Erwachsenenbildung an der Volkshochschule Erlangen. Jubiläumsausgabe zum 10jährigen Bestehen der Städtischen Volkshochschule Erlangen, November 1960. Städtische Volkshochschule, Erlangen 1960.